# 핀치 (영화)
《핀치》(영어: Finch)는 2021년에 공개된 미국의 포스트 아포칼립스 SF 드라마 영화로, 미겔 서포크닉이 감독을 맡았으며 미겔 서포크닉이 연출했다. 촬영은 2019년 2월부터 2019년 5월까지 뉴멕시코주에서 진행되었으며, 2020년 10월 유니버설 스튜디오가 배급하여 미국에서 개봉될 예정이었으나 코로나19 범유행으로 인해 여러번 연기되었다. 결국 핀치는 애플 TV+가 구매하여 애플 TV+에서 2021년 11월 5일에 공개되었다.

## 출연
- 핀치 와인버그 - 톰 행크스
- 제프 - 케일럽 랜드리 존스
- 굿이어 - 시무스

## 반응
로튼 토마토는 110개의 리뷰를 기반으로 10점 만점에 6.5점을 주었고, "《핀치》가 기억에 남는 가장 큰 이유는 톰 행크스가 문명이 붕괴된 이후에도 완벽하고 매력적인 생활을 이어나간 것이다."고 말했다. 메타크리틱은 평론가 35명의 평가를 바탕을 100점 만점에 56점을 주었다.